# Вулиця Аурора (Ресіфі)
Вулиця Аурора (порт. Rua da Aurora) — вулиця у місті Ресіфі, штат Пернамбуку, Бразилія, що проходить на початку лівим берегом річки Капібарібі, а наприкінці — правим берегом річки Беберібі. Починається від мосту Бон-Віста та закінчується біля мосту Лімоейру, де починається Північний проспект. Свою назву вулиця отримала через те, що усі її будинки дивляться на схід.
| Бразилія | Це незавершена стаття з географії Бразилії. Ви можете допомогти проєкту, виправивши або дописавши її. |